# وینجیل سی‌ای‌سی
وینجیل سی‌ای‌سی (به انگلیسی: CAC_Winjeel) یک هواگرد ملخ‌پیشین تک‌موتوره از نوع هواپیمای آموزشی ساخت شرکت Commonwealth Aircraft Corporation است. هواگرد وینجیل سی‌ای‌سی نخستین پروازش را در ۲۳ فوریه ۱۹۵۵ میلادی انجام داد. این هواگرد در سال ۱۹۵۵ میلادی رسماً معرفی گردید. برنامه ساخت این هواگرد در نهایت لغو گردید. در مجموع، تعداد 2   فروند از این هواگرد ساخته شده‌است.